# Dimităr Tonev
Dimităr Dimitrov Tonev (in bulgaro Димитър Димитров Тонев?; Plovdiv, 15 ottobre 2001) è un calciatore bulgaro, centrocampista del Botev Plovdiv.

## Carriera

### Club
Cresciuto nel settore giovanile del Botev Plovdiv, debutta fra i professionisti il 19 ottobre 2019 in occasione del match di Părva profesionalna futbolna liga perso 1-0 contro il Ludogorec.

### Nazionale
Ha giocato nelle nazionali giovanili bulgare Under-19 ed Under-21.

## Statistiche

### Presenze e reti nei club
Statistiche aggiornate al 1º ottobre 2021.
| Stagione        | Squadra         | Campionato      | Campionato | Campionato | Coppe nazionali | Coppe nazionali | Coppe nazionali | Coppe continentali | Coppe continentali | Coppe continentali | Altre coppe | Altre coppe | Altre coppe | Totale | Totale |
| Stagione        | Squadra         | Comp            | Pres       | Reti       | Comp            | Pres            | Reti            | Comp               | Pres               | Reti               | Comp        | Pres        | Reti        | Pres   | Reti   |
| --------------- | --------------- | --------------- | ---------- | ---------- | --------------- | --------------- | --------------- | ------------------ | ------------------ | ------------------ | ----------- | ----------- | ----------- | ------ | ------ |
| 2019-2020       | Botev Plovdiv   | 1L              | 11         | 0          | CB              | 3               | 1               |                    | -                  | -                  |             | -           | -           | 14     | 1      |
| 2020-2021       | Botev Plovdiv   | 1L              | 17         | 1          | CB              | 1               | 1               |                    | -                  | -                  |             | -           | -           | 18     | 2      |
| 2021-2022       | Botev Plovdiv   | 1L              | 4          | 0          | CB              | 0               | 0               |                    | -                  | -                  |             | -           | -           | 4      | 0      |
| Totale carriera | Totale carriera | Totale carriera | 32         | 1          |                 | 4               | 2               |                    | -                  | -                  |             | -           | -           | 36     | 3      |